# 提莫非维小麦
提莫非维小麦（学名：Triticum timopheevii），为禾本科小麦属下的一个植物种。